# 第10回日本アイスホッケーリーグ
第10回日本アイスホッケーリーグ（だい10かいにほんアイスホッケーリーグ）は1975年10月26日から1975年12月8日まで開催された。
6チームが3試合ずつ総当たりで対戦、13勝2敗で西武鉄道アイスホッケー部が3年ぶり4度目の優勝を果たした。MVPには24得点、10アシストをあげた国土計画の若林仁が、新人王に十条製紙アイスホッケー部の木谷克久が選ばれた。
第1次リーグは10月26日から11月2日まで東京で、第2次リーグは11月4日から11月23日まで日光、釧路、苫小牧、札幌、東京で第3次リーグは11月29日から12月8日まで釧路、苫小牧で行われた。
この年からソ連代表の往年のスターであるヴャチェスラフ・スタルシノフが王子製紙で選手兼任コーチとしてプレーした。このことは、野球後進国で王貞治がプレーするようなものと報じられた。

## チーム成績
|    | チーム                   | 試合数 | 勝 | 敗 | 分 | 得点 | 失点 | 勝ち点 |
| -- | ------------------------ | ------ | -- | -- | -- | ---- | ---- | ------ |
| 1. | 西武鉄道アイスホッケー部 | 15     | 13 | 2  | 0  | 99   | 27   | 26     |
| 2. | 王子製紙アイスホッケー部 | 15     | 12 | 3  | 0  | 108  | 35   | 24     |
| 3. | 国土計画                 | 15     | 10 | 4  | 1  | 85   | 43   | 21     |
| 4. | 岩倉組アイスホッケー部   | 15     | 4  | 9  | 2  | 66   | 78   | 10     |
| 5. | 十条製紙アイスホッケー部 | 15     | 3  | 12 | 0  | 34   | 106  | 6      |
| 6. | 古河電工アイスホッケー部 | 15     | 1  | 13 | 1  | 30   | 133  | 3      |

## 個人成績

### 得点
|     | 選手名                       | 所属 | 得点 |
| --- | ---------------------------- | ---- | ---- |
| 1.  | 東毅                         | 王子 | 24   |
| 2.  | 若林仁                       | 国土 | 24   |
| 3.  | 若林修                       | 西武 | 22   |
| 4.  | ヴャチェスラフ・スタルシノフ | 王子 | 20   |
| 5.  | 京谷佳明                     | 王子 | 13   |
| 5.  | 桜井秀男                     | 岩倉 | 13   |
| 7.  | 垣原功                       | 西武 | 12   |
| 7.  | 榛澤務                       | 西武 | 12   |
| 7.  | 星野好男                     | 国土 | 12   |
| 7.  | 三沢悟                       | 西武 | 11   |
| 7.  | 岩本宏二                     | 西武 | 11   |
| 10. | 本間貞樹                     | 王子 | 11   |

### アシスト
|    | 選手名                       | 所属 | アシスト |
| -- | ---------------------------- | ---- | -------- |
| 1. | 山内修二                     | 国土 | 24       |
| 1. | 星野好男                     | 国土 | 24       |
| 3. | ダグ・ブキャナン             | 西武 | 15       |
| 3. | 引木孝夫                     | 王子 | 15       |
| 5. | ヴャチェスラフ・スタルシノフ | 王子 | 12       |
| 5. | 榛澤務                       | 西武 | 11       |
| 7. | 若林仁                       | 国土 | 10       |
| 8. | 岩本宏二                     | 西武 | 9        |
| 8. | 三沢悟                       | 西武 | 9        |
| 8. | 浦辺秀夫                     | 王子 | 7        |

## オールスター
| ゴールテンダー | 三沢実 （西武）          | 三沢実 （西武）          | 三沢実 （西武）          | 三沢実 （西武） | 三沢実 （西武）   | 三沢実 （西武）   |
| ディフェンス   | J・マッケンジー （西武） | J・マッケンジー （西武） | J・マッケンジー （西武） | 堀寛 （西武）   | 堀寛 （西武）     | 堀寛 （西武）     |
| フォワード     | 若林修 （西武）          | 若林修 （西武）          | 榛澤務 （西武）          | 榛澤務 （西武） | 引木孝夫 （王子） | 引木孝夫 （王子） |